# コールドベイ
コールドベイまたはコールド・ベイ（英語: Cold Bay）は、アメリカ合衆国アラスカ州アリューシャンズイースト郡の自治体である。